# Vasilij Vasiljevič Aborenkov
Vasilij Vasiljevič Aborenkov (rusko Василий Васильевич Аборенков), sovjetski general, * 24. april 1901, † 18. avgust 1954.

## Življenjepis
Med drugo svetovno vojno je bil sprva načelnik Sekcije za reaktivno oborožitev Direktorata za artilerijo (1940–41), nato namestnik ljudskega komisarja za obrambo (1941–43) in istočasno je bil še poveljnik Raketne artilerije. Med letoma 1943 in 1945 je bil vodja Glavnega vojaško-kemijskega direktorata in med letoma 1946 in 1948 vodja Oddelka za eksplozive in pirotehniko Vojaško-kemijske akademije.
Upokojil se je leta 1948.